# Gyrtona nigrocinerea
Gyrtona nigrocinerea är en fjärilsart som beskrevs av Walker 1863. Gyrtona nigrocinerea ingår i släktet Gyrtona och familjen nattflyn. Inga underarter finns listade i Catalogue of Life.